# Pintura micénica

Mulher micênica (afresco).

No repertório formal da pintura micénica (ou micênica na ortografia brasileira) dominam, em geral, cenas de caça e a representação de animais como golfinhos, cobras, pássaros, touros e principalmente felinos (leão, leopardo, etc) onde é regra aparecerem com as patas dianteiras e traseiras esticadas, símbolo de movimento. Também são comuns elementos da flora marítima e a espiral, elemento decorativo muito usado, mesmo associado à arquitectura.
Afrescos micênicos foram encontrados em palácios, em cidades como tais como Tirinto e Pilo. Eles representam o que pode ter sido um grande ciclo mural. Entre os temas destes murais estavam cenas do cotidiano e descrições do mundo natural. A arte, em comparação com a dos minoicos, era solene.